# Iso Hirvijärvi (sjö i S:t Michel, Södra Savolax)
Iso Hirvijärvi är en sjö i kommunen S:t Michel i landskapet Södra Savolax i Finland. Arean är 47 hektar och strandlinjen är 5,58 kilometer lång. Sjön  ingår i Kymmene älvs huvudavrinningsområde.   Den ligger omkring 49 kilometer norr om S:t Michel och omkring 240 kilometer norr om Helsingfors. 